# Närpes
Närpes (in svedese di Finlandia pron. [ˈnærpːes]; Närpiö in finlandese, pron. [ˈnærpiø]) è una città finlandese di 9584 abitanti, situata nella regione dell'Ostrobotnia.

## Società

### Lingue e dialetti
Lo svedese è l'unica lingua ufficiale di Närpes; 14,5% parlano altre lingue, compreso il finlandese (5,8%). Il comune ha dato il benvenuto a molti immigrati, soprattutto vietnamiti e bosgnacchi. 
| %     | Ripartizione linguistica (gruppi principali) |
| ----- | -------------------------------------------- |
| 85,5% | madrelingua svedese                          |
| 5,8%  | madrelingua finlandese                       |

## Amministrazione

### Gemellaggi
- Akranes
- Bamble
- Tønder
- Västervik